# Raghni Bajnath
Raghni Bajnath is een Surinaams politica. Ze was lijsttrekker van de Volkspartij Leefbaar Suriname (VLS) tijdens de verkiezingen van 2025.

## Biografie
Raghni Bajnath is sinds 2010 zelfstandig zwemlerares. Van 2016 tot 2019 studeerde ze lichamelijke opvoeding aan het Instituut voor de Opleiding van Leraren (IOL). In dezelfde jaren was ze ook docent lichamelijke opvoeding voor de Stichting Rooms Katholiek Bijzonder Onderwijs.
Ze vertegenwoordigt de Hare Krishna-beweging in Suriname, officieel ISKCON (International Society for Krishna Consciousness) genoemd. In november 2022 overhandigde ze de 12-delige Śhrīmad-Bhāgavatam aan de Surinaamse stichting Omroep Hindoe Media (OHM).
Ze is lid van de Volkspartij Leefbaar Suriname (VLS) en was lijsttrekker op de VLS-lijst in 2025. Haar partij verwierf echter geen zetels.